# Albert Pintat
Albert Pintat Santolària (1943. június 23.) az andorrai minisztertanács elnöke 2005. május 27. és 2009. június 5. között.

## Pályafutása
Pintat 1967-ben a svájci Fribourgi Egyetemen szerezte közgazdász diplomáját. 
Az Andorrai Liberális Párt tagja. 1997 és 2001 között az ország külügyminisztere volt. 1997 előtt több helyen is volt nagykövet, többek között az ENSZ-ben is képviselte országát.